# Labico
Labico ist eine Gemeinde in der Metropolitanstadt Rom in der italienischen Region Latium mit 6427 Einwohnern (Stand 31. Dezember 2023). Sie liegt 50 Kilometer östlich von Rom zwischen Palestrina und Valmontone.

## Geographie
Labico liegt im Tal des Sacco, zwischen den Albaner Bergen und den Monti Prenestini.

## Geschichte
In der Antike soll hier an der Via Labicana (heute Via Casilina SS 6) ein Landgut namens Fundus Longianus gelegen haben, dessen Besitzer unbekannt sind. Dieser Name entwickelte sich zum Ortsnamen Lugnano, der bis 1888 galt. Damals nahm die Gemeinde den neuen Namen Labico an, da man fälschlicherweise dachte, das antike Labicum sei der Vorgängerort gewesen. Nach moderner Forschung lag Labicum jedoch etwa an der Stelle des heutigen Monte Compatri.

## Bevölkerungsentwicklung
| Jahr      | 1881 | 1901 | 1921 | 1936 | 1951 | 1971 | 1991 | 2001 |
| --------- | ---- | ---- | ---- | ---- | ---- | ---- | ---- | ---- |
| Einwohner | 1674 | 1781 | 1811 | 1884 | 2110 | 1836 | 2488 | 3734 |

Quelle: ISTAT

## Politik
Danilo Giovannoli (Lista Civica: Labico Bene Comune) wurde am 11. Juni 2017 zum Bürgermeister gewählt.